# アデル・ターラブト
アデル・ターラブト （Adel Taarabt, アラビア語: عادل تاعرابت , 1989年5月24日 - ）は、モロッコ出身のサッカー選手。UAEプロリーグ・シャールジャFC所属。ポジションはMF。苗字は「ターラブ」とも表記される。

## 経歴

### キャリア初期
モロッコのフェズで生まれ、幼少期に両親とともにフランスのベール＝レタンに移住する。
2006年、12歳から所属していたRCランスでプロデビュー。同シーズンの冬にトッテナム・ホットスパーFCにレンタル移籍し、シーズン終了後に完全移籍。2007-08シーズンはある程度出番があるも、2008-09シーズンはファンデ・ラモス監督に背番号を剥奪され、リザーブチーム生活が続いていたが、ハリー・レドナップ監督就任後にトップチームに復帰する。

### QPR
2009年冬、クイーンズ・パーク・レンジャーズに半年間のレンタル移籍。翌2009-10シーズンも開幕前にQPRへ再びレンタル移籍した。2010-11シーズンからQPRへ完全移籍すると、8月に月間最優秀選手に輝くなど中心選手として活躍。44試合に出場し19得点を挙げQPRのチャンピオンシップ（2部相当）優勝とプレミアリーグ昇格に貢献し、自身もMVPに選出された。2012年夏にはパリ・サンジェルマンFCが獲得を希望したが、移籍は実現しなかった。

### フラム
2013年8月7日、QPRの二部降格に伴い、フラムFCにレンタル移籍。リーグ戦12試合に出場したが、十分な活躍を見せられなかった。

### ミラン
2014年1月30日、ACミランにレンタル移籍。

### ベンフィカ
2015年6月12日、SLベンフィカに5年契約で移籍した。しかし、不真面目な練習態度であったことから、監督に信用されず、出番をほとんど与えられなかった。しかし2019-20シーズン以降はブルーノ・ラージ監督のもと、一転して中盤のポジションで出場機会を増やした。だが、ロジャー・シュミット監督下では再び戦力外となり、2022年9月1日、双方の合意もと契約を解除し、退団。

### ジェノア
2017年1月11日、ジェノアCFCにレンタル移籍した。レンタル期間は1年半。

### アル・ナスル
2022年9月24日、アル・ナスルSCに移籍。

### シャールジャ
2025年1月27日、シャールジャFCに移籍した。

## 代表歴

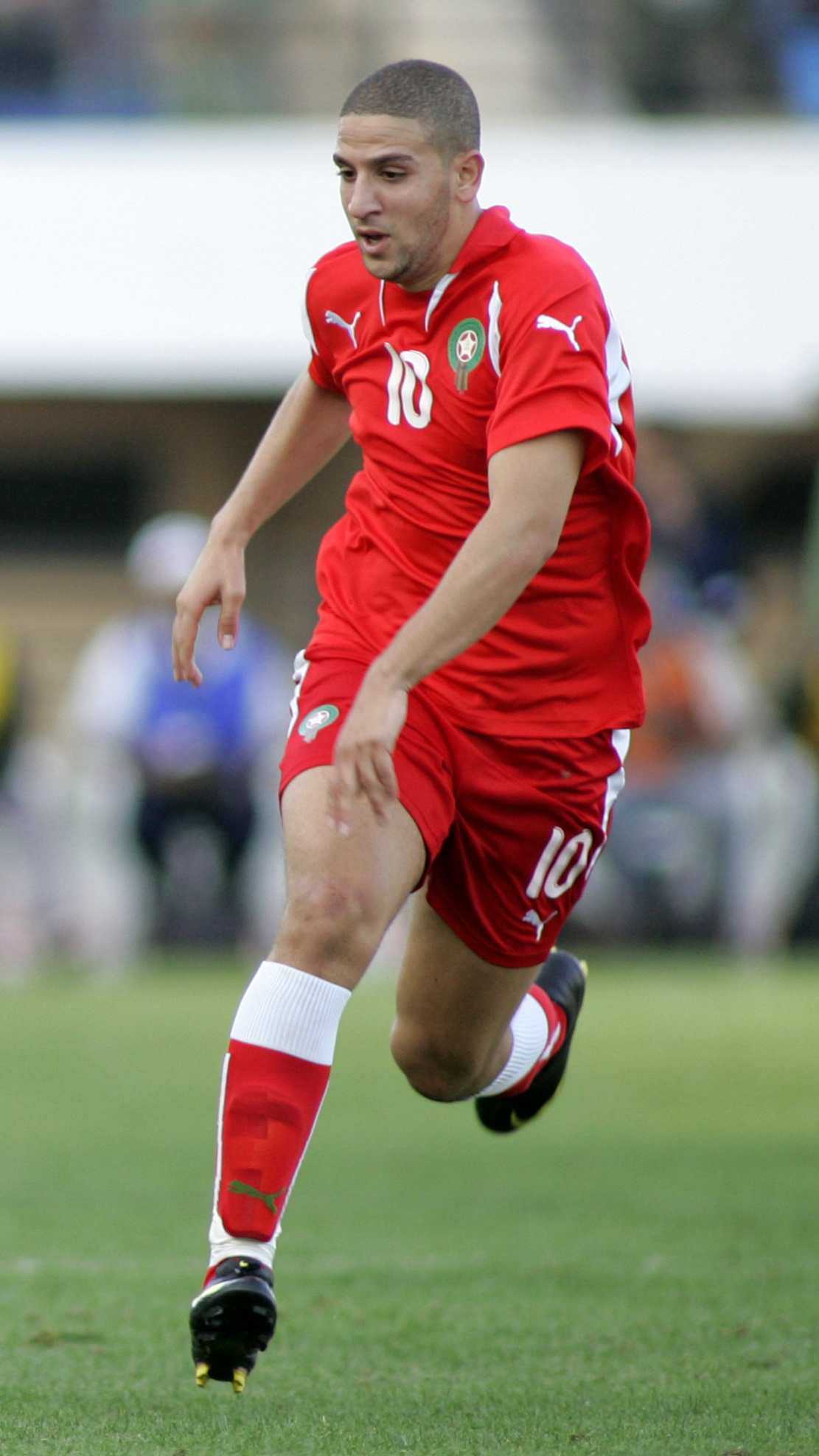
モロッコ代表でプレーするターラブト（2009年）

育成年代ではフランス代表としてプレーするが、フル代表ではモロッコ代表としてプレーすることを選択。2009年2月11日、チェコとの親善試合で初出場を記録した。同年3月31日、アンゴラとの親善試合で代表初ゴールを記録。
2011年6月に監督との確執で代表引退を表明したが、その後代表に復帰した。

## 所属クラブ
- 2006-2007  RCランス

2007 → トッテナム・ホットスパーFC (loan)
- 2007-2010  トッテナム・ホットスパーFC

2009 → クイーンズ・パーク・レンジャーズFC (loan)
2009-2010 → クイーンズ・パーク・レンジャーズFC (loan)
- 2010-2015  クイーンズ・パーク・レンジャーズFC

2013-2014 → フラムFC (loan)
2014 → ACミラン (loan)
- 2015-2022  SLベンフィカ

2017-2018 → ジェノアCFC (loan)
- 2022-2025  アル・ナスルSC
- 2025-  シャールジャFC

## 個人成績
| クラブ                           | シーズン | リーグ戦 | リーグ戦 | カップ戦 | カップ戦 | 欧州カップ戦 | 欧州カップ戦 | 合計 | 合計 | 合計     |
| クラブ                           | シーズン | 出場     | 得点     | 出場     | 得点     | 出場         | 得点         | 出場 | 得点 | アシスト |
| -------------------------------- | -------- | -------- | -------- | -------- | -------- | ------------ | ------------ | ---- | ---- | -------- |
| ランス                           | 2006-07  | 1        | 0        | 0        | 0        | 0            | 0            | 1    | 0    | 0        |
| ランス                           | 合計     | 1        | 0        | 0        | 0        | 0            | 0            | 1    | 0    | 0        |
| トッテナム・ホットスパー         | 2006-07  | 2        | 0        | 0        | 0        | 0            | 0            | 2    | 0    | 0        |
| トッテナム・ホットスパー         | 2007-08  | 6        | 0        | 1        | 0        | 3            | 0            | 10   | 0    | 0        |
| トッテナム・ホットスパー         | 2008-09  | 1        | 0        | 2        | 0        | 1            | 0            | 4    | 0    | 0        |
| トッテナム・ホットスパー         | 合計     | 9        | 0        | 3        | 0        | 4            | 0            | 16   | 0    | 0        |
| クイーンズ・パーク・レンジャーズ | 2008-09  | 7        | 1        | 0        | 0        | –            | –            | 7    | 1    | 0        |
| クイーンズ・パーク・レンジャーズ | 2009-10  | 41       | 7        | 3        | 0        | –            | –            | 44   | 7    | 11       |
| クイーンズ・パーク・レンジャーズ | 2010-11  | 44       | 19       | 0        | 0        | –            | –            | 44   | 19   | 11       |
| クイーンズ・パーク・レンジャーズ | 2011-12  | 27       | 2        | 1        | 0        | –            | –            | 28   | 2    | 5        |
| クイーンズ・パーク・レンジャーズ | 2012-13  | 31       | 5        | 2        | 0        | –            | –            | 33   | 5    | 5        |
| クイーンズ・パーク・レンジャーズ | 合計     | 150      | 34       | 6        | 0        | 0            | 0            | 156  | 34   | 32       |
| フラム (loan)                    | 2013-14  | 12       | 0        | 4        | 1        | 0            | 0            | 16   | 1    | 1        |
| フラム (loan)                    | 合計     | 12       | 0        | 4        | 1        | 0            | 0            | 16   | 1    | 1        |
| 通算                             | 通算     | 171      | 34       | 13       | 1        | 4            | 0            | 188  | 35   | 33       |

## タイトル

### クラブ
クイーンズ・パーク・レンジャーズFC
- FLチャンピオンシップ : 2010-11

SLベンフィカ
- プリメイラ・リーガ : 2018-19
- スーペルタッサ・カンディド・デ・オリベイラ : 2019

### 個人
- FLチャンピオンシップ月間最優秀選手 : 2010年8月
- FLチャンピオンシップ年間最優秀選手 : 2010-11